# Van der Zypen & Charlier

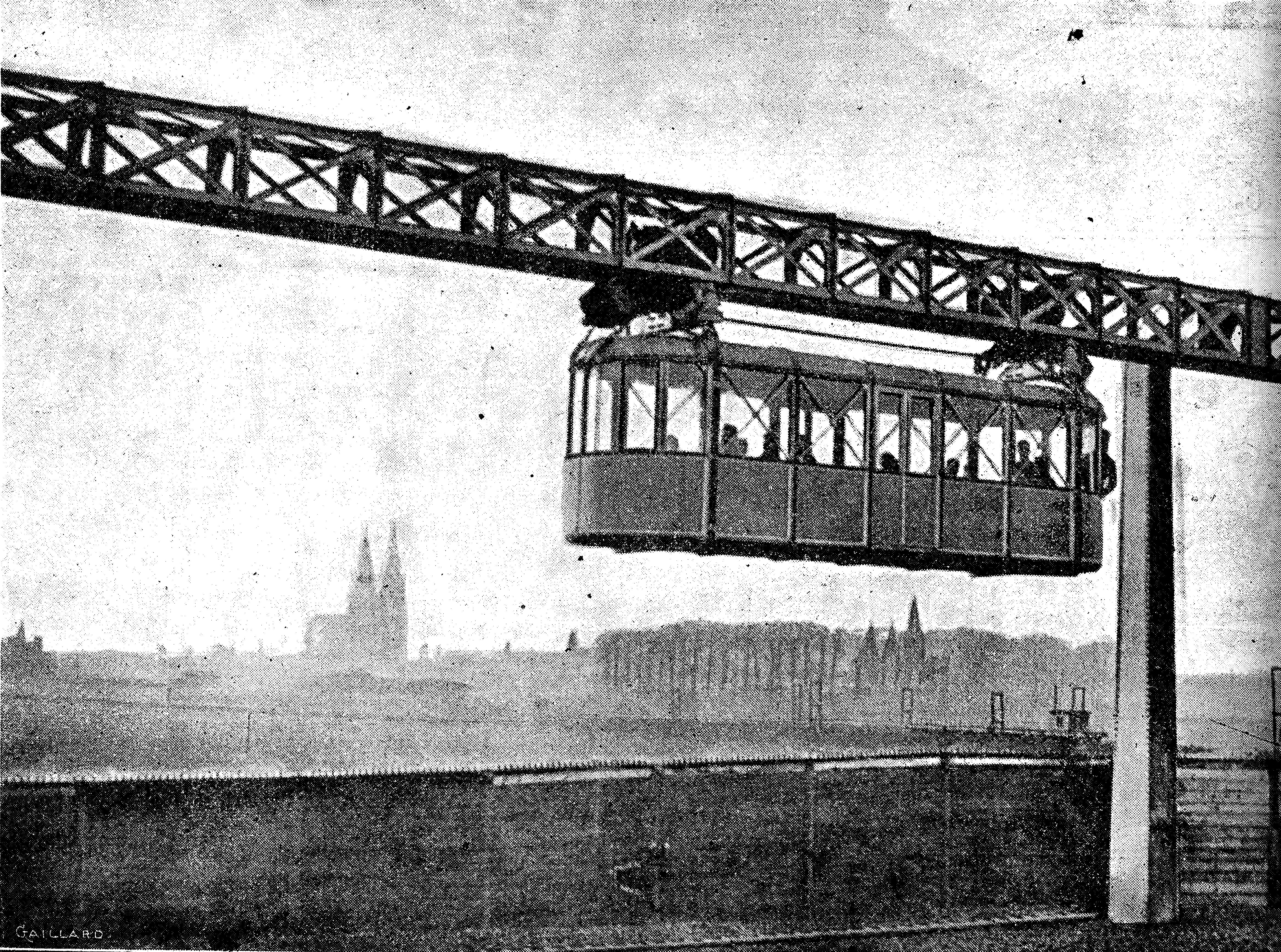
Testbana för Eugen Langens hängbana på van der Zypen & Charliers fabriksområde i Deutz i Köln

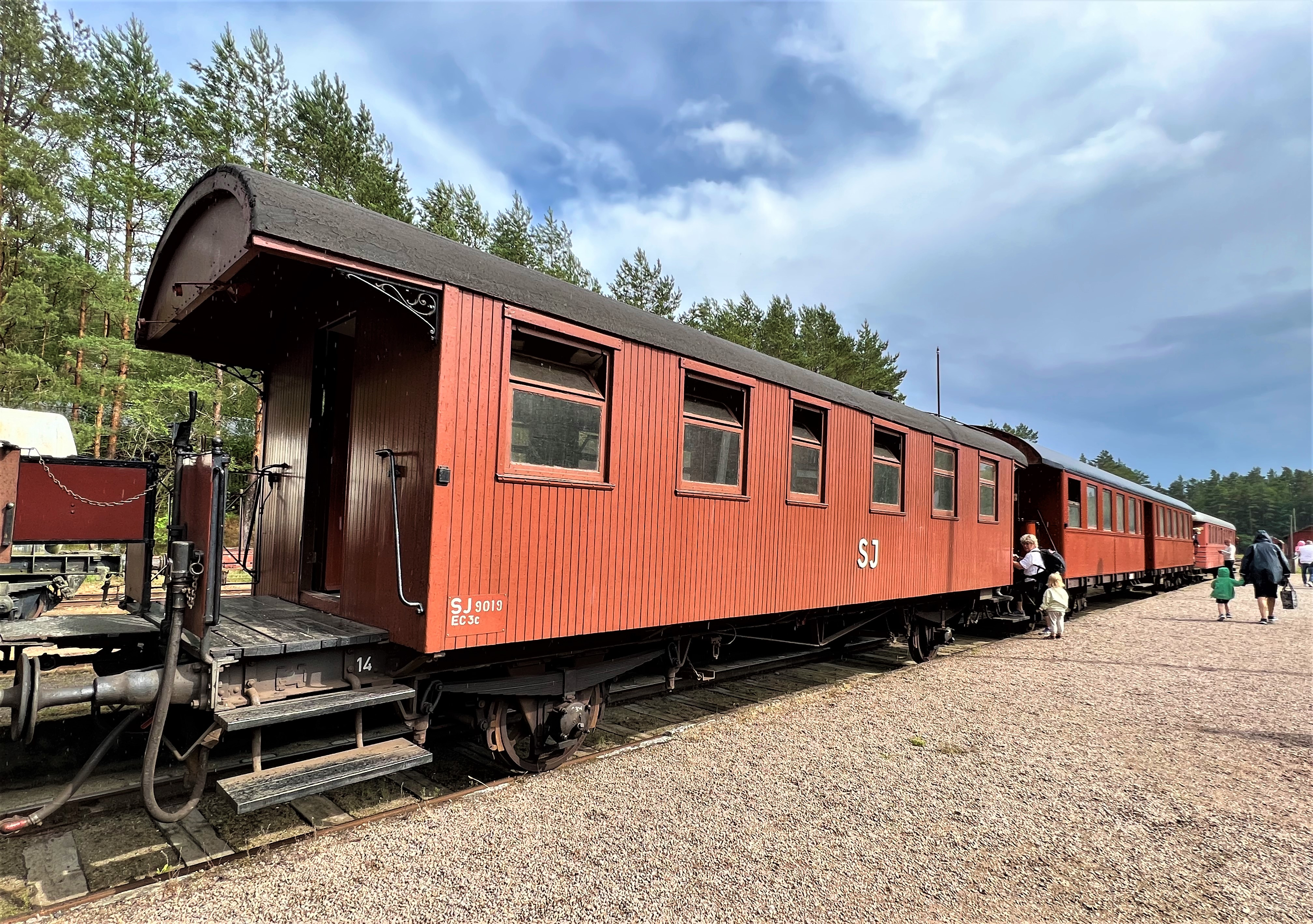
Personvagn SJ EC3c 9019 byggd av Van der Zypen & Charlier för militära sjuktransporter. Ägs sedan 1979 av Skånska Järnvägar

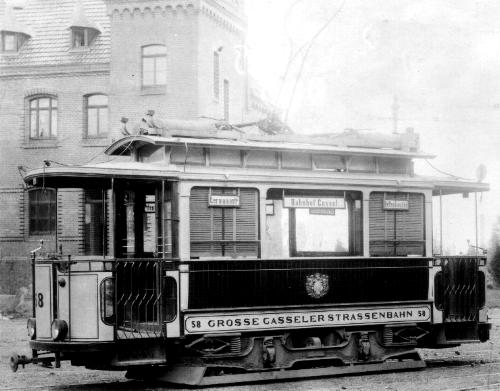
Spårvagn för Grossen Casseler Strassenbahn, som byggdes 1899 av van der Zypen & Charlier

Van der Zypen & Charlier var en mekanisk verkstad som grundades 1845 i Deutz i Köln. Verkstaden deltog i utvecklingen av elektriska spårsystem, bland annat Wuppertals hängbana där provbanan byggdes av Van der Zypen & Charlier. Företaget levererade även de första vagnarna till Berlins tunnelbana 1902 och de första elektriska vagnarna till Hamburgs pendeltåg 1906. Företaget blev senare Westwaggon, som i sin tur blev en del av Klöckner-Humboldt-Deutz.
Företaget grundades som Eisenbahnwagen - und Maschinenfabrik van der Zypen & Charlier av Ferdinand van der Zypen och Albert Charlier. Ferdinand van der Zypen hade sedan tidigare en karosseriverkstad i hemstaden Liège. Albert Charlier var köpman och bedrev en expressleveranstjänst. Van Zypens karrosserifabrik flyttades till Deutz utanför Köln och blev där en vagnfabrik med förhoppningen att leverera till den nya järnvägssträckan Köln-Mindener Eisenbahn-Gesellschaft, som dock drogs längre ifrån fabriken än planerat. 
Företaget tillverkade postdroskor, godsvagnar, maskiner, verktygsmaskiner, mindre broar och järnvägshallar. Senare även spårvagnar. År 1865 hade antalet anställda vuxit till 600 och 1914 till 3700. År 1928 fusionerades Van der Zypen & Charlier med andra tillverkare till Westwaggon. År 1959 köptes Westwaggon av Klöckner-Humboldt-Deutz. År 1967 ställdes vagntillverkningen in.